# Gare de Nomain-Ouvignies
Ne doit pas être confondu avec Gare de Nomain.
 (mars 2019).
Si vous disposez d'ouvrages ou d'articles de référence ou si vous connaissez des sites web de qualité traitant du thème abordé ici, merci de compléter l'article en donnant les références utiles à sa vérifiabilité et en les liant à la section « Notes et références ».
La gare de Nomain-Ouvignies est une gare ferroviaire française (fermée) de la ligne de Somain à Halluin, située dans le hameau d'Ouvignies, sur le territoire de la commune de Nomain, dans le département du Nord, en région Hauts-de-France. Dans la commune, se trouve également la gare de Nomain, sur la ligne de Fives à Hirson.
Elle est mise en service en 1878, par la Compagnie des chemins de fer du Nord.
C'est une halte fermée au service des voyageurs depuis 2011.

## Situation ferroviaire
Établie à 52 mètres d'altitude, la gare de Nomain-Ouvignies est située au point kilométrique (PK) 249,993 de la ligne de Somain à Halluin, entre la gare ouverte d'Orchies et celle fermée — depuis 2015 — de Genech. C'est un ancien nœud ferroviaire, car elle se trouve également sur la ligne de Pont-de-la-Deûle à Bachy - Mouchin (fermée).

## Histoire
La gare est inaugurée le 15 mai 1878. Elle est située sur une ligne à voie unique (désormais nommée la ligne de Somain à Halluin par la Société nationale des chemins de fer français). Du 30 décembre 1883 jusque 1950, la gare de Nomain-Ouvignies était reliée à la gare de Tournai via la ligne 88A, dite Tournai – Nomain-Ouvignies. La partie française de cette ligne était la ligne de Pont-de-la-Deûle à Bachy - Mouchin.
En raison de la faible rentabilité de la halte, cette dernière est fermée en 2011 par la SNCF ; la ligne ferme quant à elle en 2015, en raison du mauvais état de la voie. Mais l'activité ferroviaire de Nomain-Ouvignies pourrait reprendre après 2018, à la suite de travaux de régénération de la voie[Passage à actualiser].

## Service des voyageurs
Le bâtiment voyageurs étant fermé au public (c'est devenu une habitation privée), la gare était devenue un PANG (point d'arrêt non géré).